# Aristida pansa
Aristida pansa là một loài thực vật có hoa trong họ Hòa thảo. Loài này được Wooton & Stand. mô tả khoa học đầu tiên năm 1913.